# Colegio de San Jerónimo

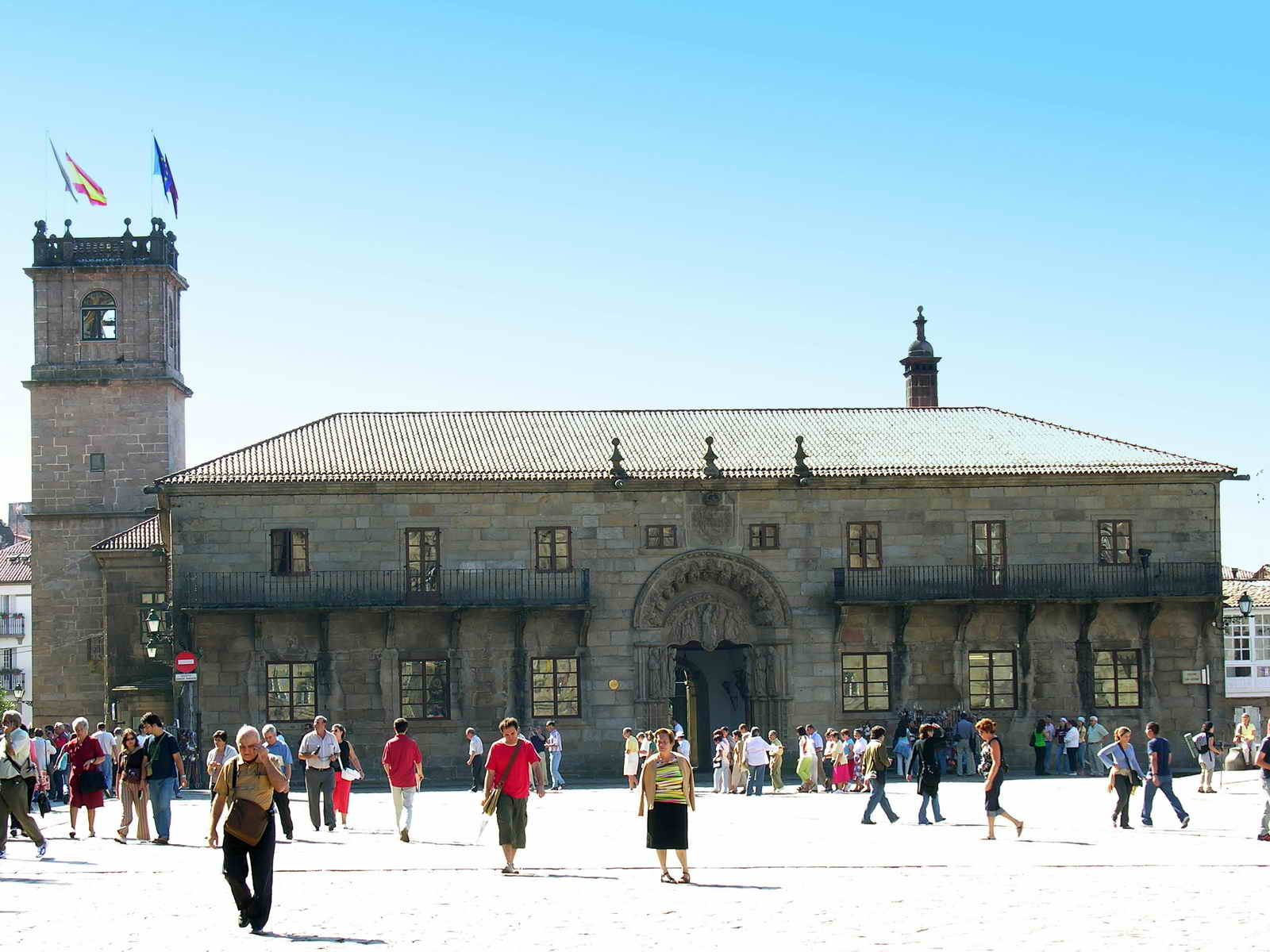
Colegio de San Jerónimo.

El colegio de San Jerónimo (en gallego: Colexio de San Xerome), es el antiguo colegio menor  de Santiago de Compostela (Galicia, España), situado en el lado meridional de la plaza del Obradoiro, cerrándola por ese lado. Es llamado también Colegio de Artistas. Desde los años 1980 alberga el Rectorado de la Universidad de Santiago.
En 2015, en la aprobación por la Unesco de la ampliación del Camino de Santiago en España a «Caminos de Santiago de Compostela: Camino francés y Caminos del Norte de España», España envió como documentación un «Inventario Retrospectivo - Elementos Asociados» (Retrospective Inventory - Associated Components) en el que en el n.º 937 figura la Escuela de San Jerónimo - Rectorado.

## Historia
Este colegio mayor era, originalmente, una fundación del arzobispo compostelano Alonso III de Fonseca, con la intención de dedicarlo a colegio de estudiantes pobres y artistas, que se ubicaba en el denominado Hospicio de la Azabachería. Dependía del Colegio de Fonseca.
Durante el siglo XVII, en 1652, se decidió trasladarlo de esa ubicación. Para eso se edificó un nuevo edificio, en la entonces llamada plaza del Hospital (por situarse en ella el Hospital de los Reyes Católicos), la actual plaza del Obradoiro. Hasta hace pocos años se le atribuían los planos al arquitecto Bartolomé Fernández Lechuga, y el patio al prestigioso José de la Peña Toro; pero hasta la fecha se desconoce quién fue realmente el autor de la edificación. En él estudió cánones y leyes Bartolomé Rajoy Losada.
Estaba dotado de un vicerrector y tres profesores. Desapareció como colegio mayor en 1840.

## Descripción
El resultado fue un edificio de líneas puras y apenas dos cuerpos de altura, en el que se insertó el pórtico medieval, procedente del dicho Hospicio, que hasta aquella altura acogía el colegio, que se acostumbra fechar entre 1490 y 1500. Este elemento arqueológico fue mal interpretado en años pasados, al tomarse por una larga persistencia de hábitos constructivos de los maestros arquitectos gallegos y prueba del arraigo del arte románico en Galicia.

## Usos
Durante buena parte del siglo XX, fue sede de la Escuela Normal de Magisterio. Desde los años 1980 alberga el Rectorado de la Universidad de Santiago.